# Дім біля затоки
«Дім біля затоки» (англ. A House on the Bayou) — американський фільм жахів 2021 року режисера та сценариста Алекса Маколі.
Фільм вийшов 19 листопада 2021 року в цифровому форматі, дистриб'ютор — компанія Paramount Pictures, та транслювався на платформі Epix.

## Сюжет
Намагаючись налагодити стосунки, сімейна пара Джессіка та Джон разом із донькою Анною вирушають трохи відпочити у відокремленому будинку в Луїзіані. Однак ідилічні вихідні набувають зловісного відтінку, коли парочка підозріло дружелюбних сусідів напрошується до них на вечерю.

## В ролях
- Анджела Сарафян — Джессіка Чемберс
- Пол Шнайдер — Джон Чемберс, чоловік Джессіки
- Лія Мак-Г'ю — Анна, донька Джессіки та Джона
- Джейкоб Лофленд — Айзек.
- Даг Ван Лью — дідусь
- Лорен Річардс — Вів'єн, коханка Джона
- Ронда Дентс — помічник шерифа Торрес

## Виробництво
У березні 2021 року стало відомо, що Алекс Маколі напише сценарій та поставить телевізійний фільм жахів, який мав стати першим у серії з восьми фільмів, які кінокомпанія Blumhouse Television планувала розробити та спродюсувати ексклюзивно для кабельної мережі Epix. Прем'єра фільму була призначена на грудень 2021 року . 29 березня 2021 року було оголошено, що Лія Мак-Г'ю приєдналася до акторського складу фільму . Пол Шнайдер, Анджела Сарафян, Джейкоб Лофленд, Даг Ван Лью та Лорен Річардс увійшли до акторського складу у квітні того ж року.
Знімання тривало з 22 березня по 19 квітня 2021 року в Новому Орлеані.